# Jean de Labadie

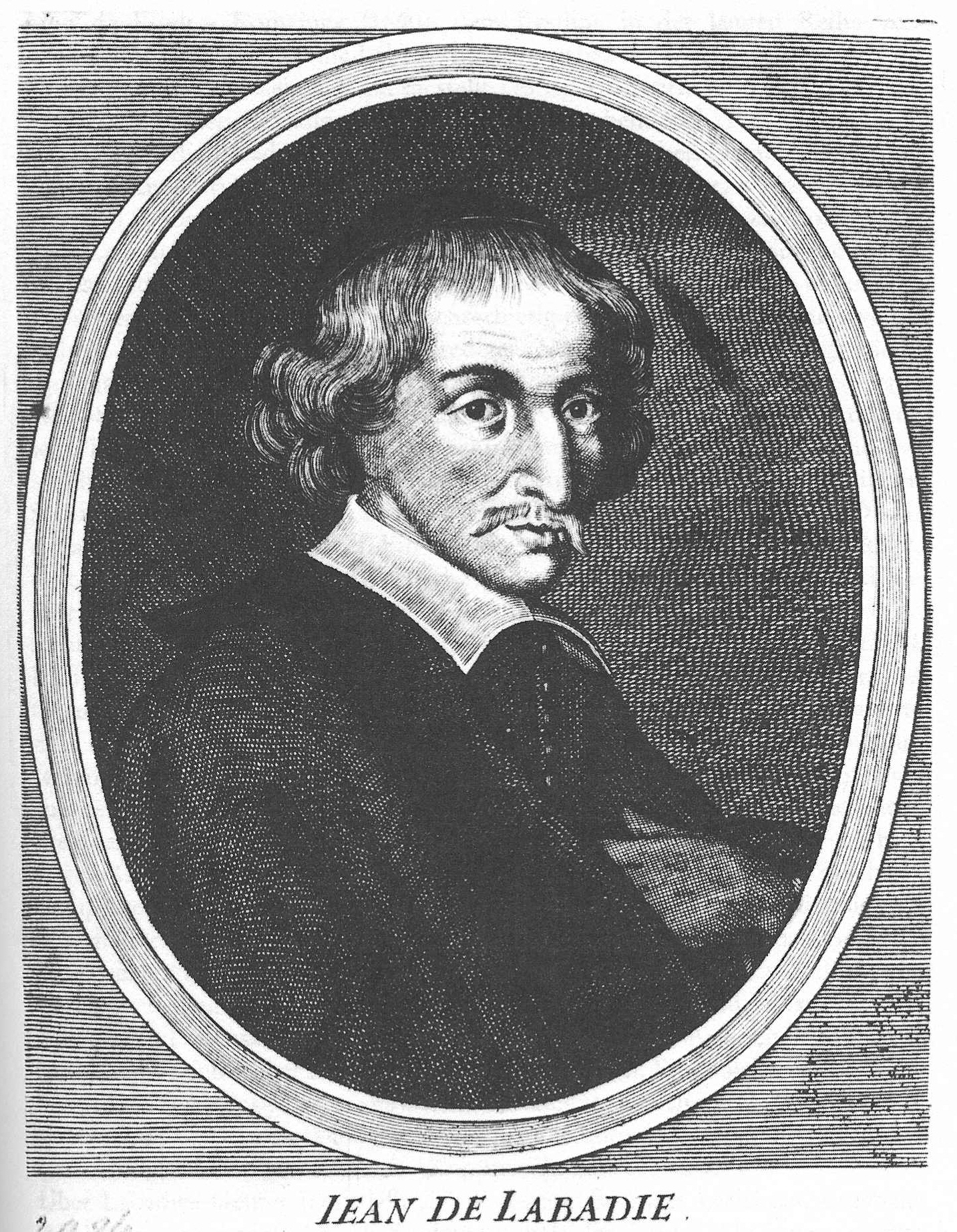
Jean de Labadie

Jean de Labadie (Bourg (Frankrijk), 13 februari 1610 – Altona (Denemarken), 13 februari 1674) was een gereformeerd predikant en voormalig katholiek priester. Hij was de oprichter en naamgever van de sekte van de labadisten. Als gevolg van de radicale en compromisloze wijze waarop hij een zuivere kerk probeerde te realiseren, raakte hij in een groot aantal conflicten betrokken.

## Levensloop
De Labadie trad al op vijftienjarige leeftijd in een Jezuïetenklooster in. Na enkele conflicten werd hij seculier priester. In deze hoedanigheid organiseerde hij in verschillende plaatsen in Frankrijk conventikels waar hij met leken de Bijbel las. Onder invloed van het Jansenisme en op grond van zijn intensieve Bijbelstudie ontwikkelde hij calvinistische ideeën. 

### Gereformeerd predikant
In 1650 brak De Labadie met de Rooms-Katholieke Kerk en werd hij gereformeerd. In 1659 werd hij predikant in Genève. Hier bouwde hij een reputatie op als iemand die een diepgaande vernieuwing van de kerk wilde. Leiders van de Nadere Reformatie in Utrecht als de hoogleraar theologie Voetius en de predikant Van Lodenstein haalden hem daarom op advies van Anna Maria van Schurman en haar broer Johan Godschalk naar Nederland. Voor de Franstalige De Labadie was echter geen geschikte plek te vinden in de Nederlandse gereformeerde kerk. Hij preekte wel enkele keren in de Waalse kerk in Utrecht.
In 1666 werd De Labadie predikant van de Waalse gemeente in Middelburg. Binnen het verband van de Waalse kerken stond De Labadie vrijwel alleen in zijn hervormingsstreven en hij raakte bovendien al snel in allerlei theologische discussies verzeild. Hij wilde de kerk beperken tot een gemeenschap van ware gelovigen, waardoor hij het grootste deel van de gemeenteleden uitsloot van de sacramenten. In 1668 raakte hij in conflict met Johann Ludwig von Wolzogen. De Labadie was van mening dat de Bijbel letterlijk moest worden genomen. De Labadie werd in 1669 door de Waalse synode afgezet omdat hij weigerde zich aan de door deze genomen besluiten te houden. Door zijn felle, compromisloze houding verloor hij ook de steun van de Nederlandse gereformeerde predikanten. Op zijn beurt vond De Labadie zijn collega's slap en weinig radicaal.

### Leider van de Labadisten
Na zijn afzetting probeerde De Labadie zijn ideaal van een zuivere kerk, een "nieuw Jeruzalem" zonder smetten, te verwezenlijken door direct een kleine, maar actieve huisgemeente te vormen. Na korte tijd in Veere te hebben verbleven vertrok hij naar Amsterdam waar Anna Maria van Schurman en enkele anderen zich bij hem voegden. De groep ondervond echter in Amsterdam veel vijandigheid, ondanks de steun van burgemeester Coenraad van Beuningen, en trok in 1670 naar het Sticht Herford in Westfalen, waar de abdis Elisabeth van de Palts hen opvang aangeboden had. Door de vijandige houding van de bevolking van de stad Herford zag De Labadie zich genoodzaakt om met zijn volgelingen uit te wijken naar het bij Hamburg gelegen Altona, dat destijds bij Denemarken hoorde en onderdak bood aan dissidenten. Hier overleed De Labadie op zijn 64e verjaardag.
De Labadisten vestigden zich hierna in Wieuwerd (Friesland). Pierre Yvon nam de plaats van De Labadie als leider van de gemeenschap over. In 1732 hield de kwijnende Labadistische gemeenschap in Wieuwerd op te bestaan. Lang daarvoor waren de kolonies in Suriname - waar een aantal leden, onder wie de zusters van Cornelis van Aerssen van Sommelsdijck, in een afgelegen gebied de plantage  La Providence was begonnen - en Maryland al ter ziele gegaan.